# Marcus Junius Brutus
Marcus Junius Brutus (lagligt namn Quintus Caepio Brutus efter adoption) ofta kallad endast Brutus, född 85 f.Kr. i Rom, död 23 oktober 42 f.Kr. i Filippi, var en romersk senator och statsman. Han är kanske mest känd för att ha deltagit i mordet på Julius Caesar år 44 f.Kr. Brutus begick självmord två år senare i Filippi.

## Biografi
Brutus, vars mor Servilia var älskarinna till Julius Caesar, behandlades mer eller mindre som en son av Caesar. Dock valde Brutus att fly Rom tillsammans med Pompejus-falangen, vilken bland annat Brutus morbror Cato samt Scipio tillhörde, när konflikten mellan Pompejus och Caesar mynnade ut i öppet inbördeskrig. Pompejus män flydde till Grekland, där Pompejus samlade ihop en stor armé som var mer än tre gånger så stor som Caesars egen. Till sist möttes Caesar och Pompejus i en avgörande strid som Caesar vann. 
Efter det gick Brutus och Cicero självmant över till Caesar och bad om nåd. Caesar benådade dem båda och lät dem återvända till Rom. Anledningen till detta var inte enbart Caesars respekt och uppskattning av dem båda; det fanns även ett politiskt motiv. Brutus och Cicero kom nu att stå i djup skuld till Caesar, vilket var mycket användbart i senaten. Brutus hade dock moraliska problem med Caesars diktatoriska makt. Han var republikens vän, inte diktaturens. Detta visste Caesar, men han ville ändå ha Brutus på sin sida. Rykten spred sig dock att Brutus var ute efter att mörda Caesar. Han "erbjöd" Brutus flera tjänster utanför Rom, till exempel som ansvarig för skattepolitik och handelspolitik i Grekland/Makedonien. Detta var ett drag för att få bort Brutus från maktens centrum. Brutus, som förnekade alla rykten, insåg att Caesar ville ha bort honom när denne insisterade på att Brutus skulle åka. Hans lojalitet till Caesar försvann och snart tog han kontakt med Tillius Cimber och Cassius. 
Den 15 mars 44 f.Kr., idus martiae, mördade Brutus tillsammans med en grupp senatorer Caesar i Pompejus curia på Campus Martius. Enligt vissa källor, däribland Suetonius (De vita Caesarum, Liber I Divus Iulius, LXXXII), skall Julius Caesars sista ord ha varit "καί συ, τέκνον?" (Kai sy, teknon?, "Även du, mitt barn?"), när han segnade ner vid foten av en staty av Pompejus efter att ha tagit emot 23 dolkhugg. I William Shakespeares tragedi Julius Caesar omvandlades dessa ord till citatet "Et tu, Brute?" ("Även du, Brutus?"). Citatet har inom västerländsk kultur kommit att bli en populär fras för att beskriva förräderi.
Efter mordet på Caesar fick Brutus och de övriga gärningsmännen amnesti av senaten men protester från folket gjorde att Brutus lämnade Rom och slog sig ned på Kreta. År 43 f.Kr. blev Octavianus konsul och en av hans första åtgärder var att förklara Caesars mördare som statens fiender. Efter rustningar i Asien förenade dessa sig därför i Sardes, övergick Hellesponten och mötte vid Filippi (hösten 42) med en ansenlig styrka Antonius och Octavianus. I början betydligt underlägsna i truppstyrka, fick 
de senare tid att förstärka sig. Brutus vann visserligen en avgjord seger över den mot honom stående Octavianus, som för tillfället låg sjuk, men Cassius blev slagen av Antonius och störtade sig i sin förtvivlan på sitt svärd. Ungefär en månad senare såg sig Brutus på grund av härens påtryckningar nödsakad att mot sin vilja leverera en drabbning, som denna gång ledde till triumvirernas fullständiga seger. Brutus valde att dö för en väns svärd för att inte behöva falla i fiendens händer. Hans lik behandlades av Antonius med aktning; askan sändes till hans mor, Servilia, som överlevde honom, men hustrun Porcia följde sin make genom en frivillig död.